# Dechantskirchen
Dechantskirchen là một đô thị thuộc huyện Hartberg thuộc bang Steiermark, nước Áo. Đô thị Dechantskirchen có diện tích 23,95 km², dân số thời điểm cuốinăm 2005 là 1687 người.